# 개브리엘 월컷
개브리엘 월컷(Gabrielle Walcott, 1984년 6월 26일 ~ )은 트리니다드 토바고의 배우, 가수, 모델이자 미인 대회 우승자이다. 2008년 미스 트리니다드 토바고 우승자이며 2008년 미스 월드와 미스 유니버스 2011에서 트리니다드 토바고 대표로 참가했다.